# Vyšný Mirošov
Vyšný Mirošov (bis 1965 slowakisch auch „Vyšnyj Mirošov“; russinisch Вышній Мирошів/Wyschnij Myroschiw; ungarisch Felsőmerse – bis 1907 Felsőmirossó) ist eine Gemeinde im Nordosten der Slowakei mit 572 Einwohnern (Stand 31. Dezember 2024), die im Okres Svidník, einem Kreis des Prešovský kraj, liegt und zur traditionellen Landschaft Šariš gezählt wird.

## Geographie

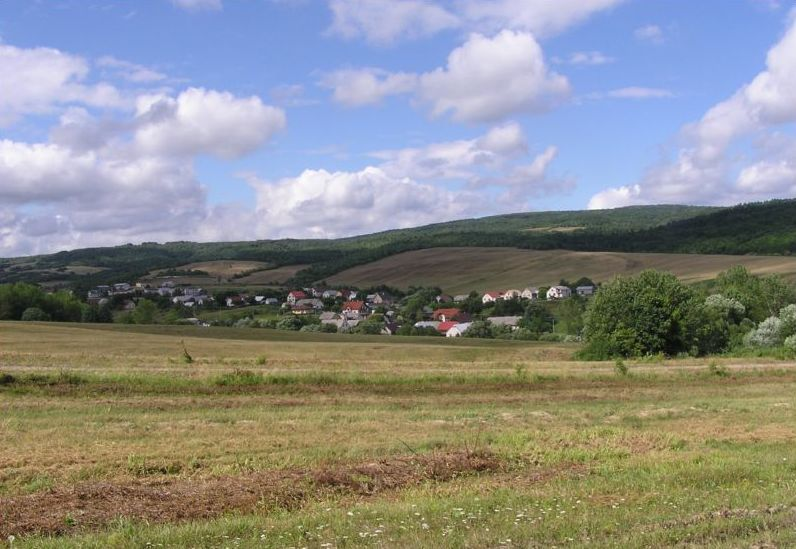
Ortsansicht mit umliegender Landschaft

Die Gemeinde befindet sich im Nordteil der Niederen Beskiden am Oberlauf des Baches Mirošovec (Flusssystem Ondava) nahe der Staatsgrenze zu Polen. Das Gemeindegebiet ist bergig und insbesondere im Norden recht bewaldet. Das Ortszentrum liegt auf einer Höhe von 344 m n.m. und ist 13 Kilometer von Svidník sowie 21 Kilometer von Bardejov entfernt.
Nachbargemeinden sind Krempna (PL) im Norden, Roztoky im Osten, Nižný Mirošov im Südosten, Dubová im Süden, Mikulášová im Westen und Hutky im Nordwesten.

## Geschichte

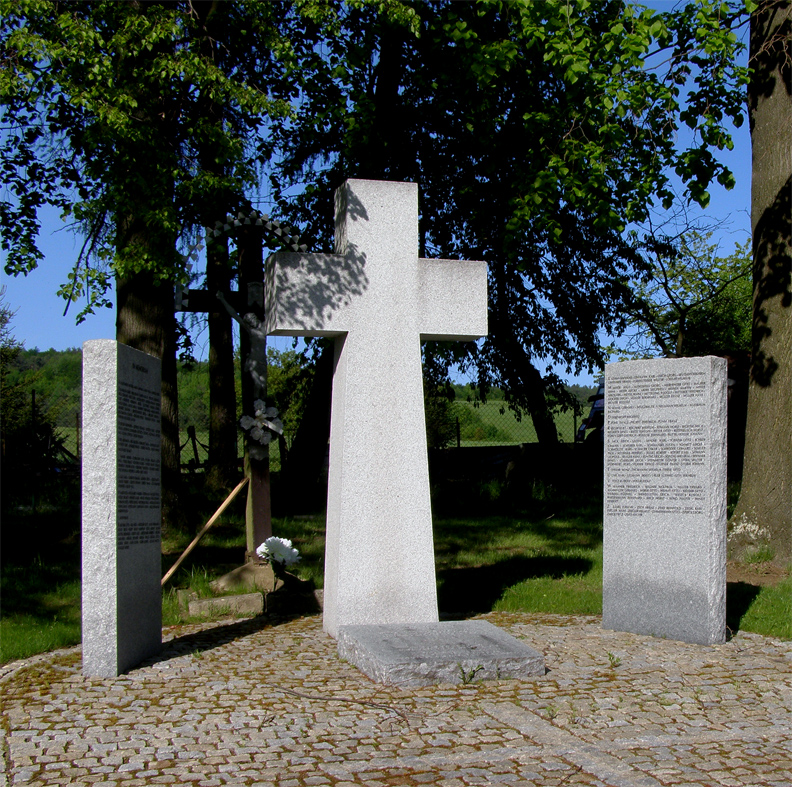
Gedenkstätte im Deutschen Soldatenfriedhof 1914–1918

Der Ort wurde zwischen 1553 und 1567 gegründet und wurde im letztgenannten Jahr zum ersten Mal als Felsö Meraso schriftlich erwähnt. Damals gehörte das von einem Schultheiß geführte Dorf zum Herrschaftsgut von Makovica, im 18. Jahrhundert dem Geschlecht Aspremont und im 19. Jahrhundert Szécsény.
1787 hatte die Ortschaft 74 Häuser und 474 Einwohner, 1828 zählte man 110 Häuser und 804 Einwohner, die von Forstwirtschaft und Viehhaltung sowie als Weber lebten. Wie in vielen anderen Ortschaften in der Gegend gab es auch hier in der zweiten Hälfte des 19. Jahrhunderts mehrere Auswanderungswellen. Im Ersten Weltkrieg wurde der Ort 1914–1915 vorübergehend durch russische Truppen besetzt.
Bis 1918 gehörte der im Komitat Scharosch liegende Ort zum Königreich Ungarn und kam danach zur Tschechoslowakei beziehungsweise heute Slowakei.

## Bevölkerung
| Jahr                | 1994 | 2004     | 2014    | 2024    |
| ------------------- | ---- | -------- | ------- | ------- |
| Anzahl der Personen | 533  | 590      | 597     | 572     |
| Unterschied         |      | +10,69 % | +1,18 % | −4,18 % |

| Jahr                | 2023 | 2024    |
| ------------------- | ---- | ------- |
| Anzahl der Personen | 573  | 572     |
| Unterschied         |      | −0,17 % |

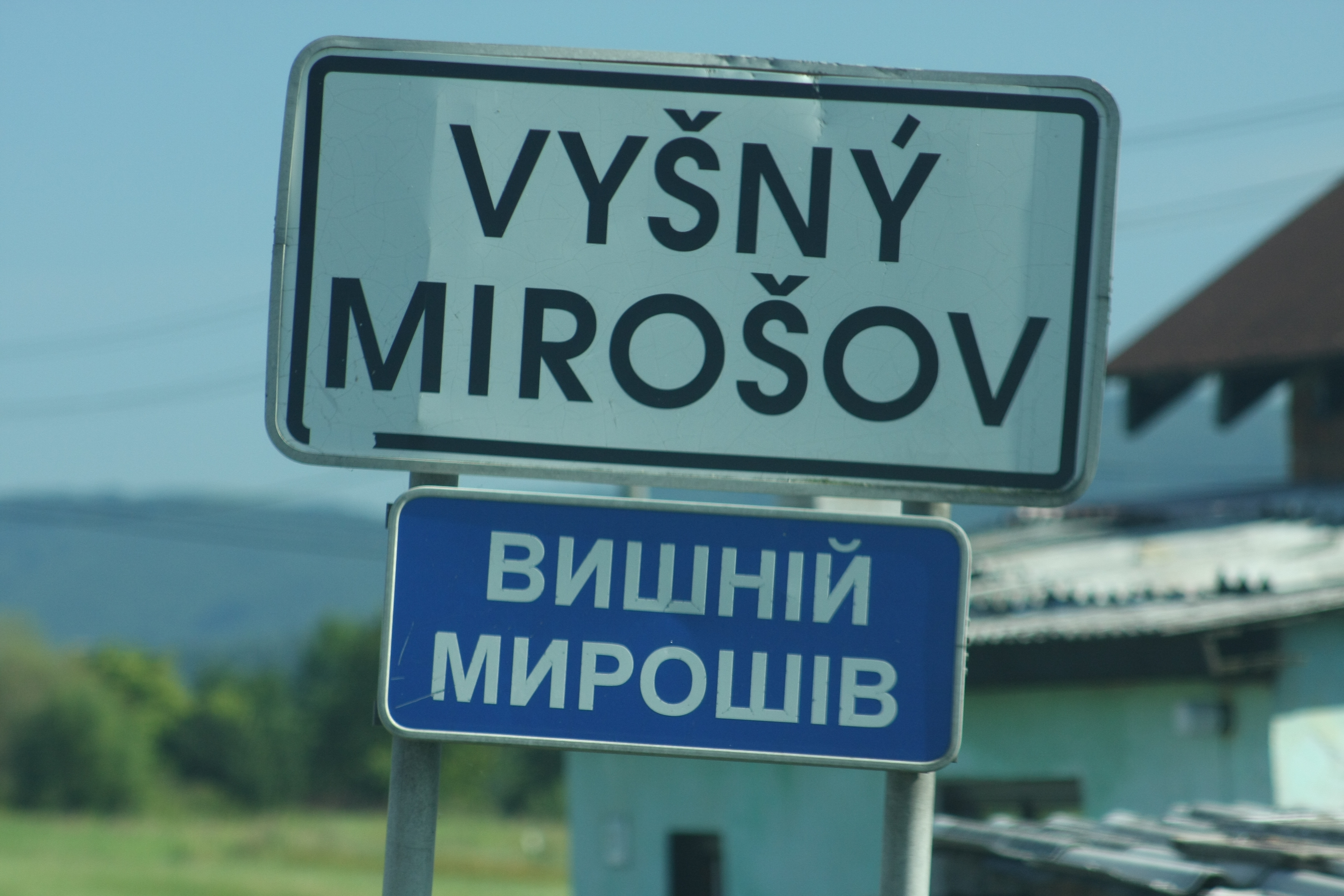
Ortsschild von Vyšný Mirošov

Gemäß der Volkszählung 2011 wohnten in Vyšný Mirošov 579 Einwohner, davon 265 Slowaken, 206 Russinen, 60 Roma, 13 Ukrainer, fünf Russen und drei Tschechen; ein Einwohner gab eine andere Ethnie an. 26 Einwohner machten diesbezüglich keine Angabe. 525 Einwohner bekannten sich zur orthodoxen Kirche, 18 Einwohner zur römisch-katholischen Kirche, 15 Einwohner zur griechisch-katholischen Kirche und ein Einwohner zu den Zeugen Jehovas; ein Einwohner bekannte sich zu einer anderen Konfession. Zwei Einwohner waren konfessionslos und bei 17 Einwohnern wurde die Konfession nicht ermittelt.

## Bauwerke
- orthodoxe, früher griechisch-katholische Cosmas-und-Damian-Kirche aus dem Jahr 1863
- griechisch-katholische Kirche Schutz der Gottesgebärerin aus dem Jahr 2000